# فريدريك ماير (سياسي)
فريدريك ماير (بالنرويجية: Fredrik Meyer) (و. 1770 – 1833 م) هو سياسي من النرويج، ولد في برغن، وتوفي عن عمر يناهز 63 عاماً.

## مناصب
تولى منصب عضو برلمان النرويج ‏.